# Carrollton (Ohio)

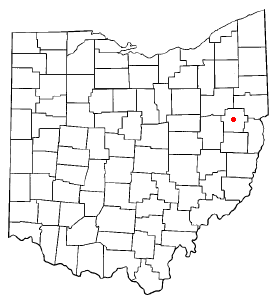
Carrollton na planie stanu Ohio

Carrollton – wieś w USA, w stanie Ohio, w hrabstwie Carroll.
Liczba mieszkańców w 2000 roku wynosiła 3 241, a w roku 2012 wynosiła 3 221.